# Rhotana transversa
Rhotana transversa är en insektsart som beskrevs av William Lucas Distant 1907. Rhotana transversa ingår i släktet Rhotana och familjen Derbidae. Inga underarter finns listade i Catalogue of Life.